# Epitrito
L'epìtrito è un piede della metrica classica composto da sette morae e precisamente dalla combinazione di una sillaba breve e tre lunghe.
A seconda della posizione in cui cade la sillaba breve si possono avere quattro tipi di epitrito:
- epitrito primo (∪ — — —);
- epitrito secondo (— ∪ — —);
- epitrito terzo (— — ∪ —);
- epitrito quarto (— — — ∪).

Gli epitriti I e IV potrebbero essere intesi anche come un antispasto (U--U).

## I κατὰ ἐνόπλιονkatà enòplione il prosodiaco
Il grammatico Damone, nell'età periclea, distingueva i ritmi pari (anapesti, dattili), doppi (giambi e trochei), e infine quelli composti per la formazione dei versi (solitamente usati nelle parti corali della poesia, ma anche nella commedia e tragedia). L'enoplio è considerato anche col termine "prosodiaco", ossia un composto di un metron ionico A maiore + coriambo ( – – ∪∪ – ∪∪ –); lo schema – –∪∪–∪∪–X era definito un dimetro prosodiaco ipercatalettico, da Wilamowitz. Si è notato che anche un hemiepes sia maschile che femminile (catalettico e acataletto), tradizionalmente collegati ai metra dattilici dell'esametro, può essere inteso, in base alle sostituzioni di quantità sillabiche breve/lunga come un trimetro dattilico, e nel contesto del gruppo dei κατὰ ἐνόπλιον può essere anche chiamato un "dimetro prosodiaco in ionico a minore", e sempre per via delle sostituzioni può essere chiamato anche "dimetro prosodiaco in ionico a maiore". Wilamowitz distinse varie tipologia del prosodiaco:
- a: X–∪∪–∪∪ –∪ ossia ionico a maiore + coriambo ipercatalettico, detto anche "erasmonideo", dall'uso del poeta Erasmonide
- a 1: X – ∪∪–∪–X ossia ionico a maiore + trocheo, detto anche "agesicoreo"
- b: ∪∪–∪∪–∪∪–∪∪–X ossia lo schema paremiaco del dimetro anaclomeno catalettico
- c: ∪∪–∪–∪∪∪–X ossia ionico a minore + coriambo ipercatalettico
- c 1: ∪∪–∪–∪–X ossia ionico a minore + trocheo, detto anche "anacreontico", dall'uso del poeta Anacreonte
- c 2: X-∪-∪∪-X ossia giambico + ionico a minore detto anche "enoplio coriambico B"
- d: X – X – X – X dimetro giambico atakto ossia irregolare

È stato osservato che questi metra dattilo-epitriti fossero usati già nel VII secolo a.C., insieme all'esametro dattilico tipico della poesia epica di Omero ed Esiodo; i lirici corali come Alcmane, Stesicoro, Ibico e Simonide ne facevano ampio uso, specialmente per quei carmi assai lunghi che trattavano di materia epica, come nel caso della Gerioneide o la Tebaide di Stesicoro, viste le diverse combinazioni in cui questi dattilo epitriti potevano realizzarsi all'interno dei versi, quasi proprio come un esametro dattilico puro. Dunque alcuni critici hanno osservato che questa forma alternativa di esametro "irregolare" potesse derivare dall'esametro stesso, oppure fosse uno schema metrico più antico, da cui si sarebbe costituito l'esametro dattilico puro omerico, che veniva utilizzato per i carmi in parte cantati dai cori, che trattavano di argomento mitico-eroico.